# Villa Santo Stefano
Villa Santo Stefano település Olaszországban, Lazio régióban, Frosinone megyében. Lakosainak száma 1612 fő (2023. január 1.). Villa Santo Stefano Castro dei Volsci, Ceccano, Prossedi, Amaseno és Giuliano di Roma községekkel határos.

## Népesség
A település lakossága az elmúlt években az alábbi módon változott:
| Lakosok száma | 1700 | 1703 | 1612 |
|               | 2017 | 2018 | 2023 |